# Wezep vasútállomás
Wezep vasútállomás vasútállomás Hollandiában, Oldebroek városában.

## Vasútvonalak
Az állomást az alábbi vasútvonalak érintik:
- Utrecht–Kampen-vasútvonal

## Kapcsolódó állomások
A vasútállomáshoz az alábbi állomások vannak a legközelebb:
- Zwolle vasútállomás
- ’t Harde vasútállomás